# Françoise Marzellier
Françoise Marzellier, née le 21 mai 1921 à Séméac (Hautes-Pyrénées) et morte le 24 novembre 1974 à Paris 4e, est une Française, agent de réseau, combattante de la résistance pendant la Seconde Guerre mondiale, pilote, avec le grade de sous-lieutenant, dans le corps de pilotes militaires féminins créé par le ministre de l'Air Charles Tillon en 1944, puis journaliste après la guerre.

## Biographie

### L'agent de réseau et la résistante
Elle est enregistrée comme agent au Bureau central de renseignements et d'action (BCRA) à Londres sous le nom d'emprunt de « AULARD, Pierette  » avec le grade « régulier mais non clandestin » (P1), et en tant que combattante dans la résistance, homologuée FFC (Forces françaises combattantes).

### Le pilote militaire féminin
Françoise Marzellier obtient son brevet de pilote en 1939. En novembre 1944, elle participe au stage de réentraînement organisé à l’école de pilotage militaire de début de Châteauroux (Indre) pour les femmes pilotes civiles, brevetées au plus tard en 1939, en vue de leur intégration dans le corps des pilotes militaires féminins créé par Charles Tillon, ministre de l'Air du gouvernement provisoire de la République française,,. Elle fait partie, avec Maryse Hilsz, Maryse Bastié, Élisabeth Lion, Andrée Dupeyron, Yvonne Jourjon, Suzanne Melk, Yvette Grollet, Élisabeth Boselli, Gisèle Gunepin, Geneviève Lefebvre, Paulette Bray-Bouquet et Anne-Marie Imbrecq, des « aviatrices de grand renom [qui] seront retenues » et deviendront « les « 13 Amazones de l'Air » ou encore « 13 Grâces », comme on les surnomme à l'époque ». 
Cinq femmes pilotes sont envoyées sur la base de Kasba Tadla au Maroc pour une formation aérienne après leur stage de réentraînement. Le Service historique de la Défense (SHD) donne les noms suivants : Paulette Bray-Bouquet, Andrée Dupeyron, Yvonne Jourjon, Élisabeth Lion, et Gisèle Gunepin. L'historien Didier Dubant, sur le site de l'association Anciens aérodromes, omet Gunepin et mentionne Françoise « Marzelier » (avec un seul « l »). 
Le baptême de leur promotion, issue de la première école de pilotage créée dans la France libérée, a lieu le 22 avril 1945 à la base aérienne de La Martinerie, dans l'Indre.

### La journaliste
Après la guerre, Françoise Marzellier devient journaliste. 
En janvier 1946 ou en 1947, le nom apparaît sur un article « La philosophie : autour du marxisme », dans un numéro spécial de la revue littéraire L'Âge Nouveau, soit comme auteur, soit comme co-signataire. 
Elle publie, en avril 1961, une enquête sur « le travail féminin » dans la revue Les Temps modernes.
L'année suivante, dans le premier Libération du 12 février 1962, elle publie une enquête sur « l'Affaire A » au lycée de Lannion dans les Côtes-du-Nord, où elle s'est rendue pour son reportage.
Le 13 mars 1961, elle publie, dans le magazine Afrique-Action (qui deviendra par la suite Jeune Afrique), un entretien avec l'écrivain Mohammed Dib à propos de son recueil Ombre gardienne,.

### La militante féministe
Forte de son expérience, mais prenant ses distances vis-à-vis de ce qu'elle appelle « le féminisme agressif », Françoise Marzellier estimait que si les hommes de droite étaient susceptibles d'être attachés à un âge d'or révolu de servitude des femmes, les hommes de gauche, tout aussi bien, manifestaient sans vergogne leur adhésion au même conservatisme social. Selon elle, les organisations politiques féministes traditionnelles ne faisaient pas grand chose pour promouvoir les intérêts des femmes. Quant à l'Union des femmes françaises, créée après la Libération pour familiariser les femmes à leur nouveau statut, elle faisait du bon travail mais ne tenait pas compte des femmes en tant qu'individus.

### Reconnaissances
- Médaillée d'argent de la Société nationale de protection de la nature en sa séance solennelle du 4 décembre 1964[24] :

« Mademoiselle F. Marzellier est journaliste. Depuis des années, elle a défendu avec soin et compétence les problèmes posés par la protection de la Nature, et a apporté à notre Société un moyen de diffusion très efficace et objectif. »

## Publications
- « La philosophie : autour du marxisme », L'âge nouveau, revue mensuelle d'expression et d'étude des arts, des lettres et des idées, 1947,  (ISSN 0982-8168), (BNF 32683563).
- « Les 5 enfants du sultan du Maroc », Le Parisien libéré, no 916, 28 août 1947.
- « La police française deviendrait-elle inhumaine ? », Combat (journal), no 1027,‎ 26 octobre 1947 (lire en ligne).
- « Le monde social : Les personnes déplacées », L'Âge Nouveau. Idées, Lettres, Arts, no 27,‎ 1948.
- « L'élevage des animaux destinés aux laboratoires », Tout savoir, no 069,‎ février 1959.
- « Interview de Mohammed Dib », Afrique-Action,‎ 13 mars 1961.
- « Une enquête sur le travail féminin », Les temps modernes, no 180bis,‎ avril 1961, p. 1393-1401.
- Article sur la grève minière de 1961-1962 à Decazeville (titre non connu), Libération, 25 décembre 1961.
- « l’Affaire A. », Libération (journal, 1941-1964),‎ 12 février 1962.
- « Il faut protéger nos enfants contre les dangers de la rue », Libération, 26 juin 1963
- « La résidence secondaire : un besoin, non plus un luxe », Options, mai 1966.